# شوشان
شوشان أو سوسة (بالفارسية: شوش، بالعبرية: שׁוּשָׁן Šušān؛ بالإغريقية: Σοῦσα [ˈsu:sa]؛ بالسريانية: ܫܘܫ Šuš؛ بالبهلوية: 𐭮𐭥𐭱𐭩 Sūš, 𐭱𐭥𐭮 Šūs؛ وبالفارسية القديمة: شوشا) كانت مدينة عريقة في كل من الحقبة العيلامية البدائية، عيلام، إمبراطوريات الأخمينيين، السلوقيين، فرثيا، والساسانيين الإيرانية، وأحد أهم المدن في الشرق الأدنى القديم. تقبع أسفل جبال زاغروس نحو 250 كم (160 ميل) شرق نهر دجلة، بين نهر الكرخة ونهر دز. يتضمن الموقع الآن ثلاثة تلال عملاقة، تحتل مساحة تقارب كليومتر مربع واحد، معروفة باسم تل أبادانا، تل أكروبولس، وتل في رويال (المدينة الملكية).
تتموضع مدينة السوس الإيرانية المعاصرة في موقع سوسة القديمة. تعرف السوس باسم شوشان، وذكرت في سفر إستير والكتب التوراتية.

## اسمها
كان يكتب الاسم باللغة العيلامية بطرق متعددة مثل Ŝuŝan، Ŝuŝun، إلخ. ويعود أصل الكلمة إلى إله المدينة المحلّي إينشوشيناك.

## معرض صور

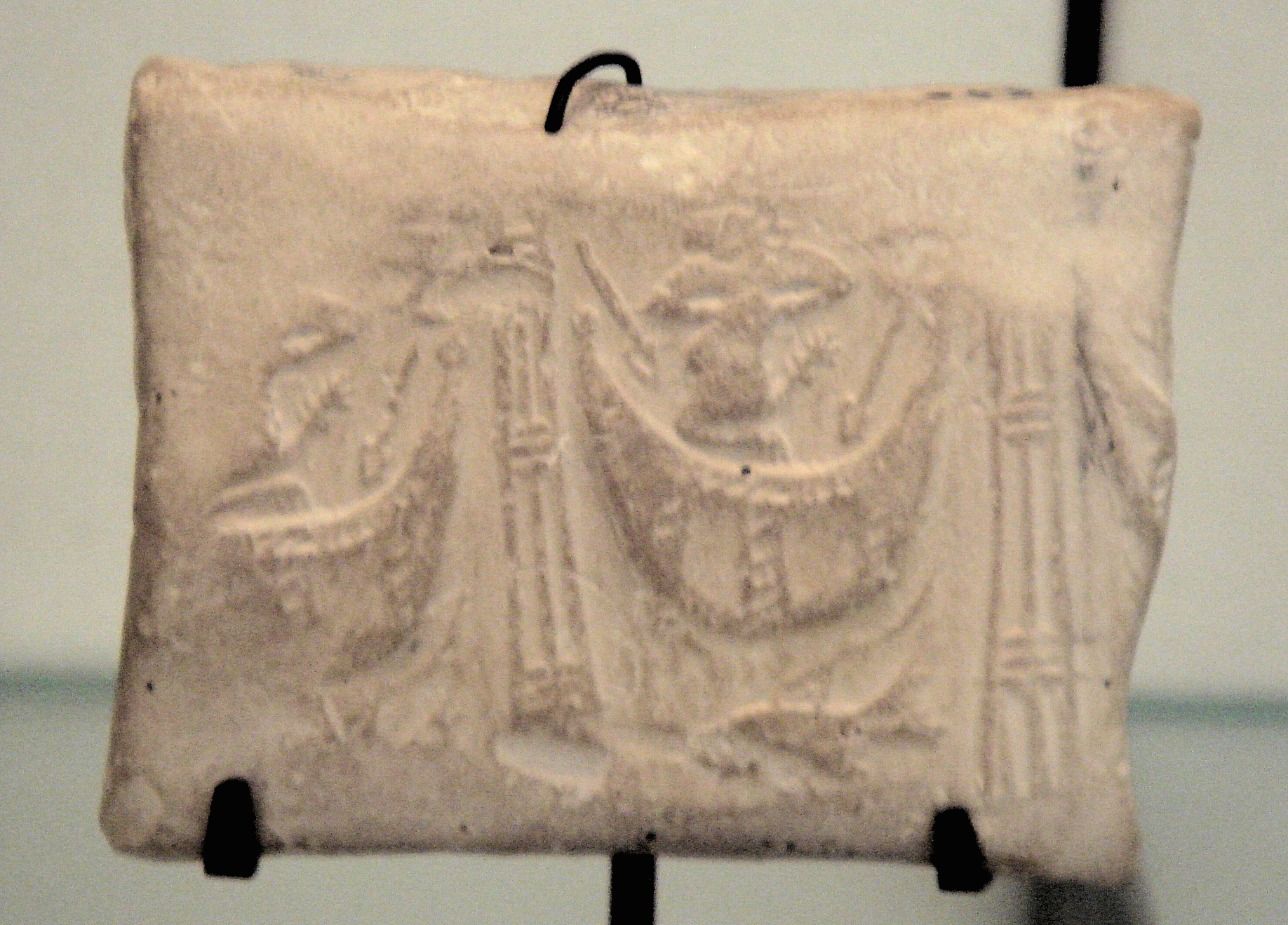
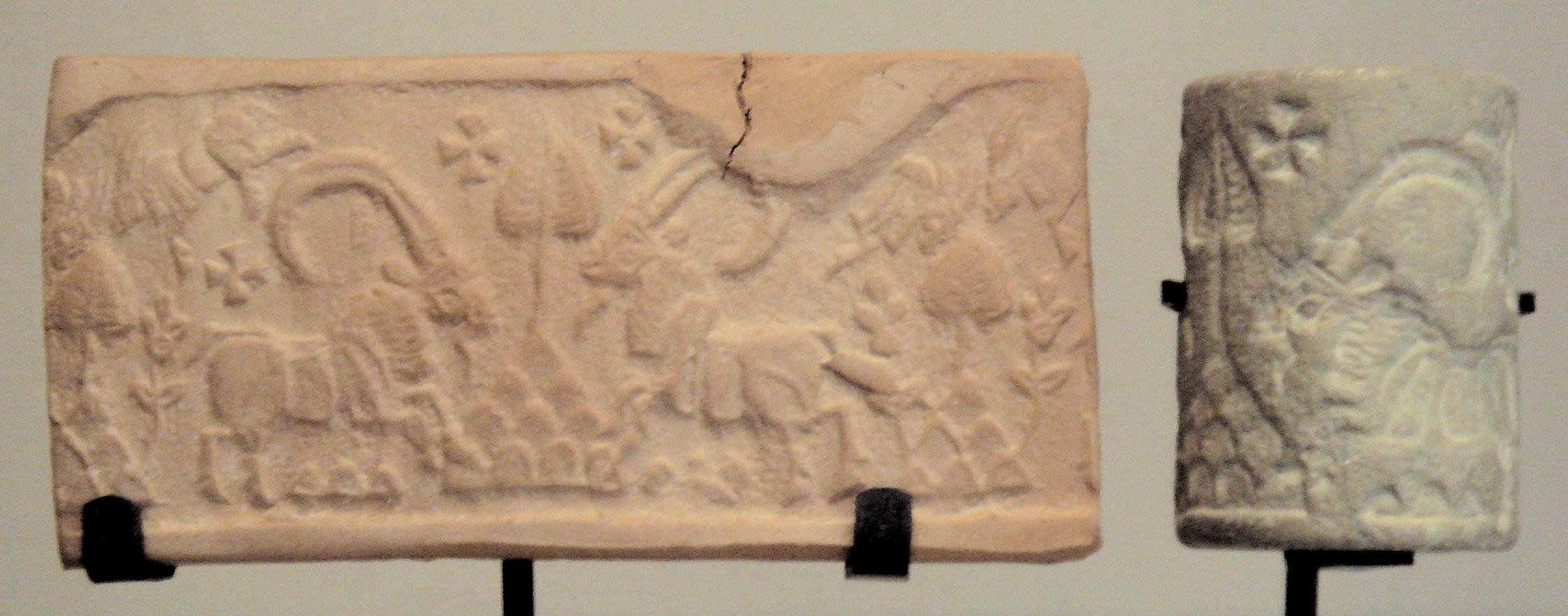
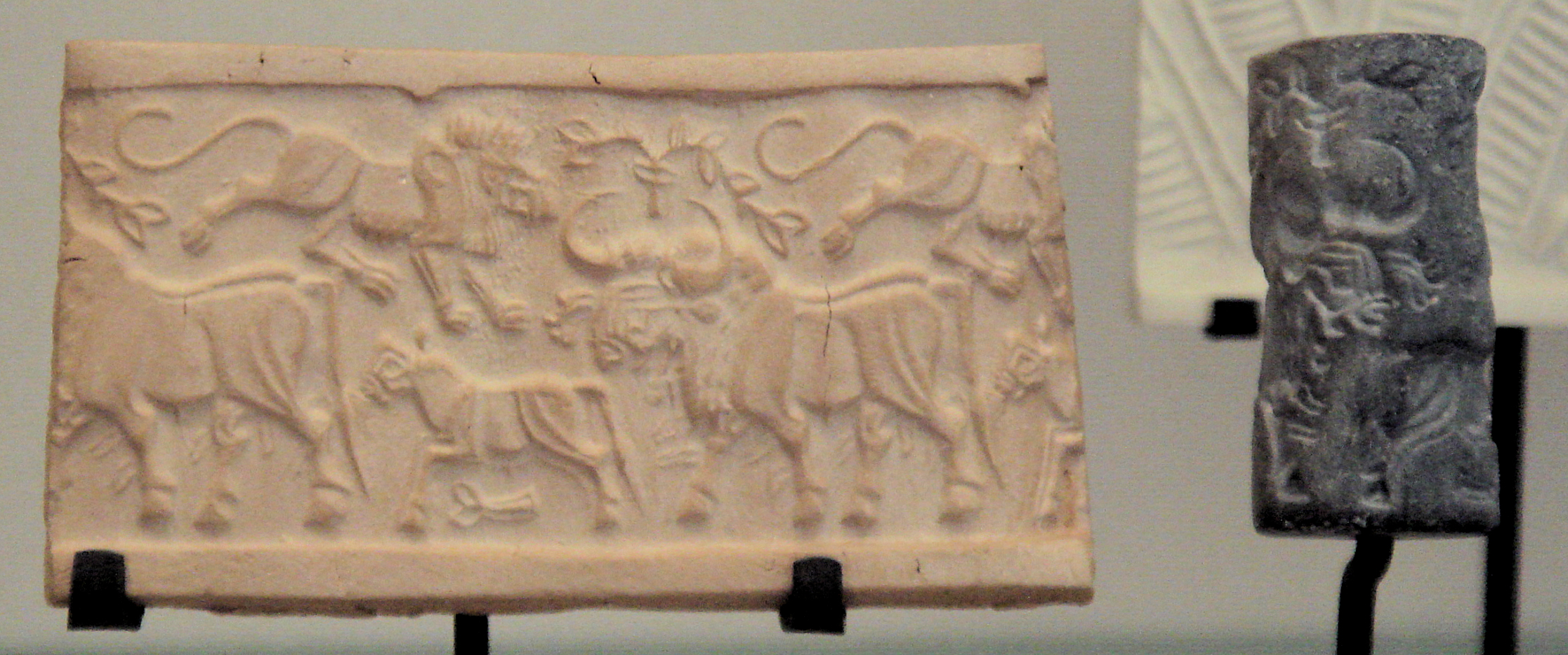
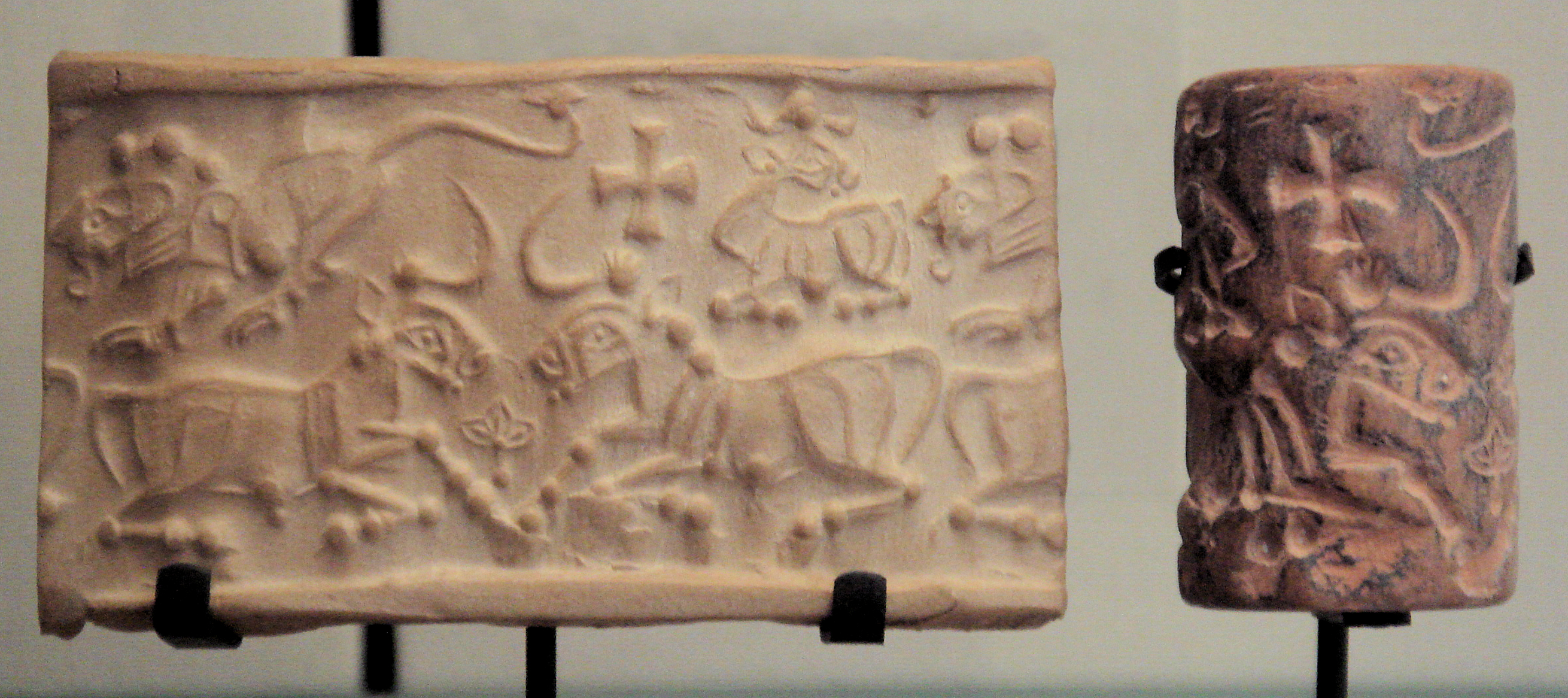